# Arturo Casado
Arturo Casado (* 26. Januar 1983 in Madrid) ist ein spanischer Leichtathlet, der 2010 Europameister im 1500-Meter-Lauf wurde.

## Karriere
2001 gewann Casado Bronze über 1500 Meter bei den Junioreneuropameisterschaften, 2002 wurde er Sechster bei den Juniorenweltmeisterschaften. 2005 wurde er Vierter bei den Halleneuropameisterschaften, gewann die U23-Europameisterschaften und die Mittelmeerspiele und erreichte in Helsinki das Weltmeisterschaftsfinale. In 3:39,45 min belegte er den fünften Platz mit rund anderthalb Sekunden Rückstand auf den Weltmeister. Im Jahr darauf belegte er bei den Europameisterschaften 2006 in Göteborg den vierten Platz mit rund einer Sekunde Rückstand auf seinen Landsmann Juan Carlos Higuero. 
Bei den Halleneuropameisterschaften 2007 in Birmingham gelang den spanischen Läufern über 1500 Meter ein Dreifachsieg. Es siegte Higuero vor Diego Gallardo und Casado. Bei den Weltmeisterschaften 2007 in Osaka standen alle drei Spanier erneut im Finale. Casado kam nach 3:35,62 min als Siebter und bester Spanier ins Ziel. Die Hallenweltmeisterschaften 2008 fanden in Spanien statt. In Valencia gewann der Äthiopier Deresse Mekonnen vor dem Kenianer Daniel Kipchirchir Komen, dahinter spurteten Higuero und Casado um den dritten Platz. Im Ziel hatte Higuero sechs Hundertstelsekunden Vorsprung auf Casado. Nach dem Lauf wurde unter dem Jubel der spanischen Zuschauer angezeigt, dass Komen vor Higuero und Casado gewonnen habe und Mekonnen wegen Betreten der Innenraum-Umrandung disqualifiziert worden sei. Die Disqualifikation wurde aber zurückgenommen, Komen erhielt Silber und Higuero Bronze, Casado belegte den vierten Platz. Bei den Olympischen Spielen in Peking schied Casado im Halbfinale aus. 
Bei den Europameisterschaften 2010 in Barcelona standen mit Casado, Reyes Estévez und Manuel Olmedo drei Spanier im Finale. Das von den Zwischenzeiten eher verhaltene Rennen wurde im Schlussspurt entschieden, Casado siegte in 3:42,74 min vor Carsten Schlangen und Manuel Olmedo, Estevez belegte den vierten Platz.
Arturo Casado hat bei einer Größe von 1,87 m ein Wettkampfgewicht von 71 kg. 2005 und 2008 wurde er Spanischer Meister über 1500 Meter.

## Bestzeiten
Freiluft
- 800 Meter: 1:45,52 min, 4. Juli 2009 Madrid
- 1500 Meter: 3:33,14 min, 11. Juli 2008 Rom